# 아미가 500

로고

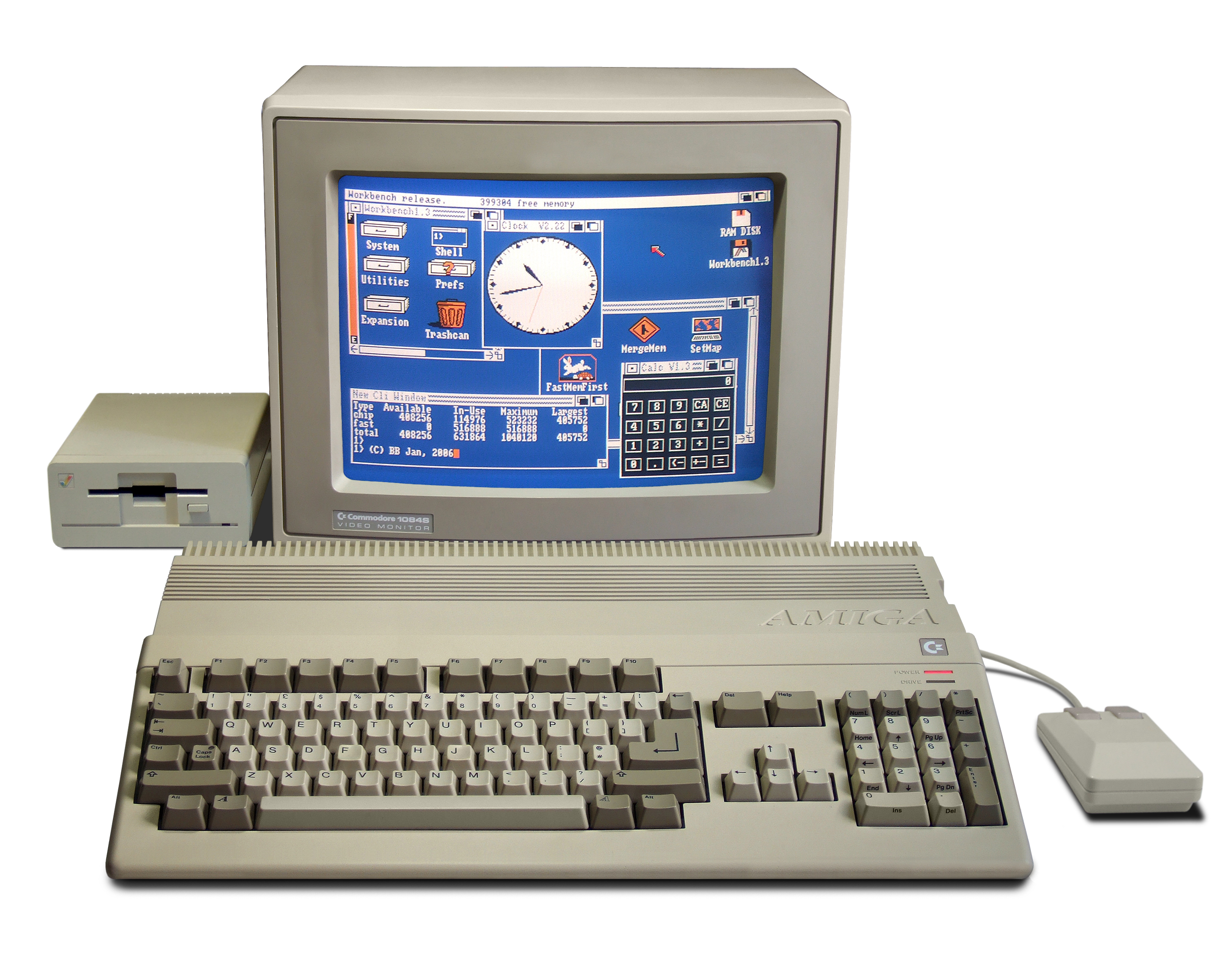

아미가 500(Amiga 500) 또는 A500은 아미가 가정용 컴퓨터의 첫 번째 인기 버전으로, "가정용 컴퓨터 시장을 재정의하고 마이크로소프트나 애플이 이를 대중에 판매하기 오래 전에 멀티태스킹 및 컬러와 같은 소위 고급 기능을 표준으로 삼았다. 아미가 1000과 동일한 모토로라 68000과 동일한 그래픽 및 사운드 보조 프로세서가 포함되어 있지만 코모도어 128과 유사한 작은 케이스에 담겨있다.
코모도어는 1987년 1월 겨울 소비자 가전 전시회에서 아미가 500을 발표했다. 동시에 고급형 아미가 2000도 출시되었다. 이 제품은 1987년 4월 네덜란드에서 처음 출시되었고 이후 5월에는 유럽 전역에서 출시되었다. 북미와 영국에서는 1987년 10월 정가 US$699/£499로 출시되었다. 아타리 ST 라인의 모델과 직접 경쟁했다.
아미가 500은 컴퓨터 상점에서만 판매되는 아미가 1000과 달리 코모도어 64와 동일한 소매점에서 판매되었다. 이는 특히 유럽에서 코모도어의 베스트셀러 모델임이 입증되었다. 취미로 즐기는 사람들에게 인기가 있었지만 가장 널리 사용된 것은 그래픽과 사운드가 상당한 이점을 제공하는 게임기였다. 그 뒤를 이어 컴퓨터의 개정판인 아미가 500 플러스가 출시되었으며 500 시리즈는 1992년에 단종되었다.